# McDonnell Douglas F-15E Strike Eagle
Макдоннелл-Дуглас F-15E «Страйк Игл» (англ. McDonnell Douglas F-15E Strike Eagle, — ударный орёл) — американский двухместный истребитель-бомбардировщик, созданный на базе учебно-боевого истребителя F-15D. Может использоваться для патрулирования воздушного пространства и обеспечения прикрытия сухопутных войск.
Совершил первый полёт 11 декабря 1986 года. По состоянию на 2012 год построено более 470 самолётов. Поставлялся на экспорт в Израиль, Саудовскую Аравию, Южную Корею, заказан Сингапуром.
В боевых условиях впервые был применён в 1991 году (Война в Персидском заливе); участвовали в военных операциях на Ближнем Востоке и на Балканах, в ходе этих операций F-15E наносили ракетные и бомбовые удары по военным объектам, аэропортам, бронетехнике и пехоте.

## История создания

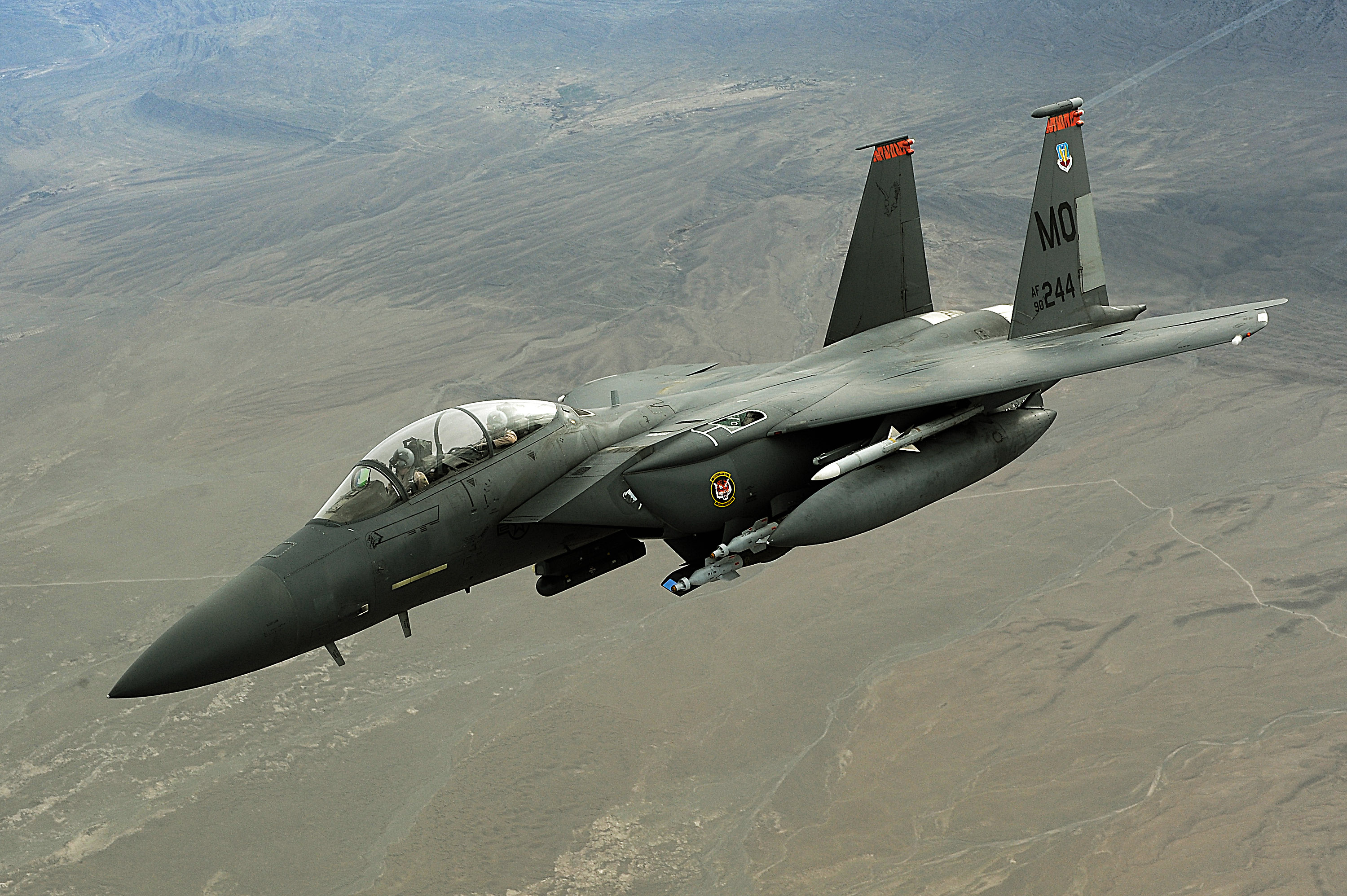
F-15E Strike Eagle участвует в операции в небе над Афганистаном 7 ноября 2008

F-15 Eagle был спроектирован только как самолёт для завоевания превосходства в воздухе и он практически не был предназначен для нанесения ударов по наземным целям. Несмотря на то, что F-15 Eagle с 1976 года зарекомендовал себя с самой лучшей стороны, идея создания на его базе истребителя-бомбардировщика поначалу встретила серьёзное сопротивление со стороны командования ВВС США, не желающего «портить» истребитель.
Несмотря на отсутствие интереса со стороны заказчиков, инженеры McDonnell Douglas продолжали разработку истребителя-бомбардировщика на базе F-15.
В 1978 году ВВС США объявили конкурс на тактический всепогодный истребитель-бомбардировщик, на который компания McDonnell Douglas представила свой проект истребителя-бомбардировщика F-15E, который по замыслу конструкторов должен был стать будущим ударным самолётом ВВС США.
В 1979 году McDonnell Douglas и Hughes Aircraft начали сотрудничать в дальнейшей разработке F-15E.
В 1980 году началось финансирование проекта.
McDonnell Douglas показали первый прототип TF-15A с серийным номером 71-0291 в 1980 году на авиасалоне в Фарнборо. В отличие от его базы F-15, F-15E имел больший запас топлива, увеличенную скорость, более мощное вооружение, а также лазерный указатель цели, который позволял наносить точечные ракетно-бомбовые удары. Первый полёт состоялся 11 декабря 1986 года. Самолёт показал свои преимущества перед его предшественником.
Весной 1988 года F-15E был принят на вооружение ВВС США.

## Модификации

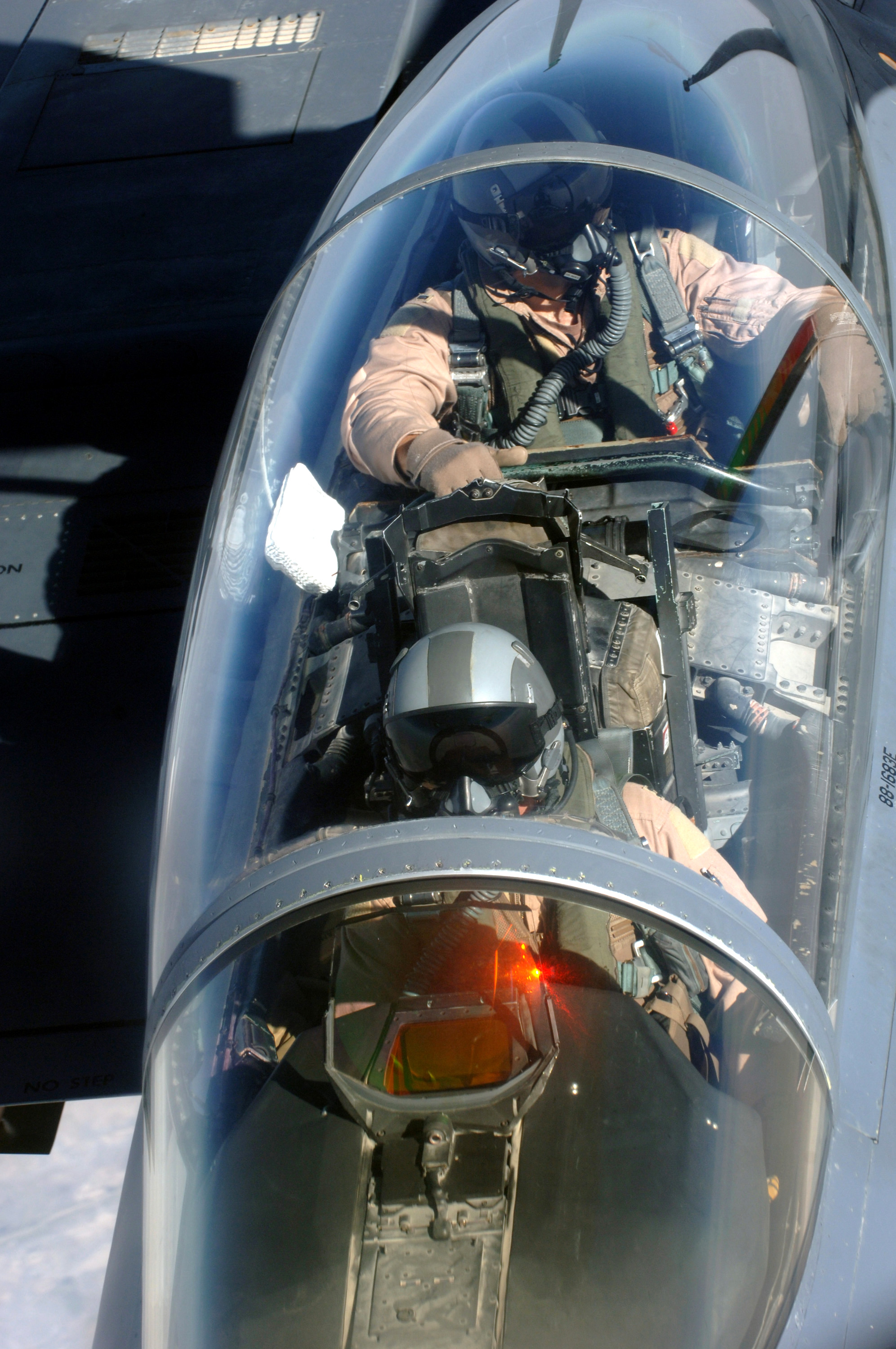
Кабина F-15E во время дозаправки.

- F-15F Strike Eagle - Проект одноместного истребителя-бомбардировщика на базе F-15E.
- F-15H Strike Eagle - Экспортная модификация F-15E Strike Eagle для ВВС Греции.
- F-15I Ra’am (Гром) - Модификация F-15E Strike Eagle для ВВС Израиля.
- F-15K Slam Eagle - Модификация F-15E Strike Eagle для ВВС Кореи.
- F-15S Strike Eagle - Экспортная модификация F-15E Strike Eagle для ВВС Саудовской Аравии.
- F-15SG Strike Eagle - Модификация F-15E Strike Eagle для ВВС Сингапура, ранее обозначенная как F-15T.
- F-15SE Silent Eagle — двухместный всепогодный истребитель завоевания превосходства в воздухе с применением технологий снижения радиолокационной заметности, модернизация F-15E с использованием стелс-технологий, а также наличием внутренних отсеков для вооружения, наряду с точками внешней подвески. Эта версия включает конформный отсек вооружения (CWB), позволяющий размещать оружие внутри фюзеляжа (вместо конформных топливных баков). Два вертикальных киля хвостового оперения скошены наружу на 15 градусов для снижения радиолокационного сечения. Первый серийный F-15E, с/н 86-0183, был модифицирован в F-15E1. Совершил первый полёт 8 июля 2010 года.
- F-15EX Eagle II — самый совершенный вариант F-15, разработанный на базе F-15QA для ВВС Катара[4][5], в качестве замены устаревших и сильно изношенных F-15C/D. 13 июля 2020 г. ВВС США заключили с Boeing контракт на сумму 1,2 миллиарда долларов на первые восемь из 144 запланированных F-15EX (Отмечается, что планы на закупку были изменены, и на июль 2023 г. запланирована покупка всего 104 единиц). Первый полёт совершил 2 февраля 2021 г. Первый F-15EX доставлен 11 марта 2021 г., второй 20 апреля. В отчёте счётной палаты США от июня 2023 г. говорится[6], что конструктивный недостаток в оснастке Boeing «привел к неточно просверлённым отверстиям для установки лобового стекла на самолетах с третьего по шестой». На июль 2023 г. в распоряжении ВВС США всего два F-15EX. По желанию можно посадить второго члена экипажа. БРЛС AN/APG-82(V)1, с применением компонентов РЛС для F/A-18E, созданная для обновления и многоцелевых F-15E, и перехватчиков F-15C. Электронное оборудование получило новую архитектуру Open Mission Systems (OMS).

## Галерея

F-15E Strike Eagle на авиабазе Милденхолл британских ВВС
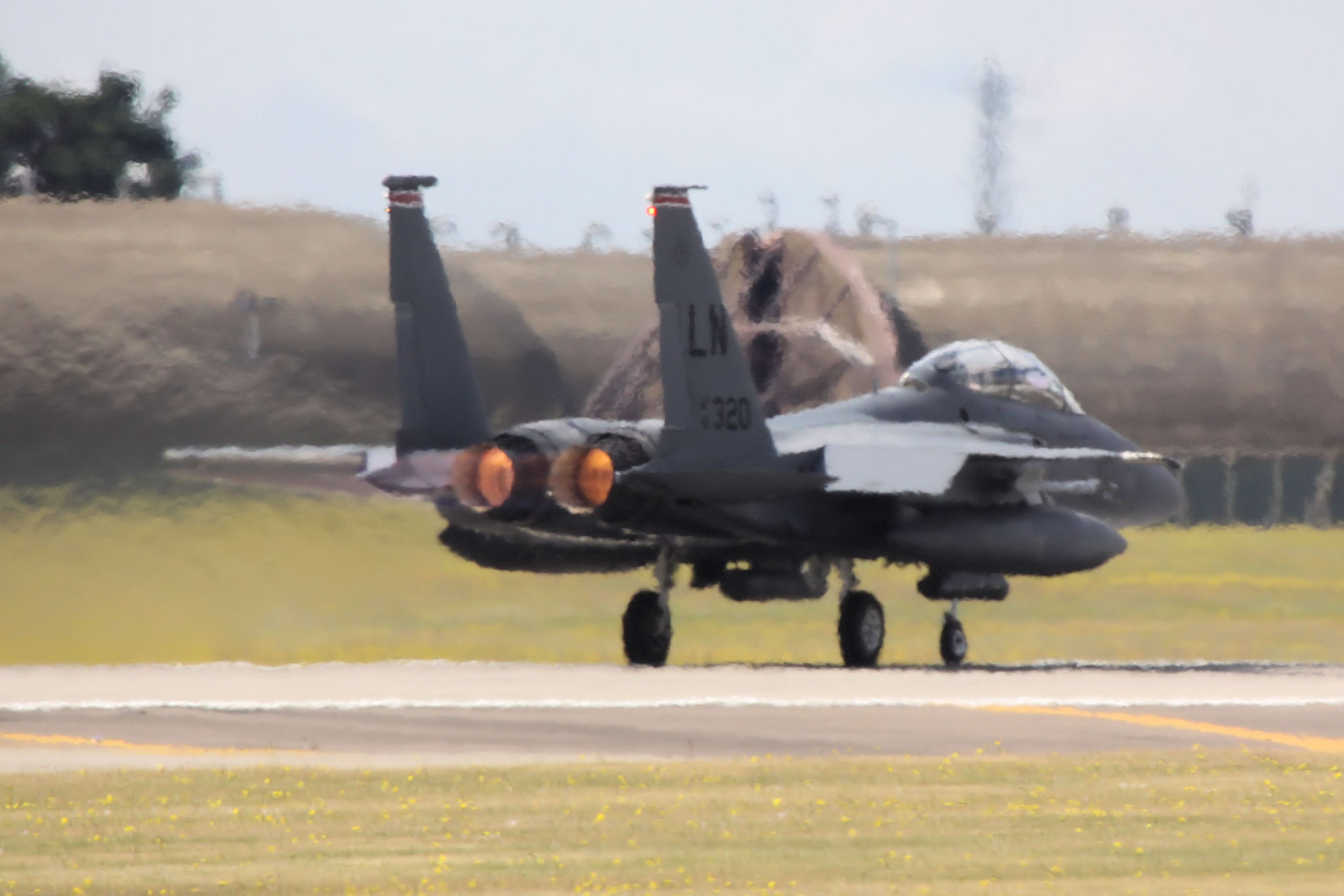
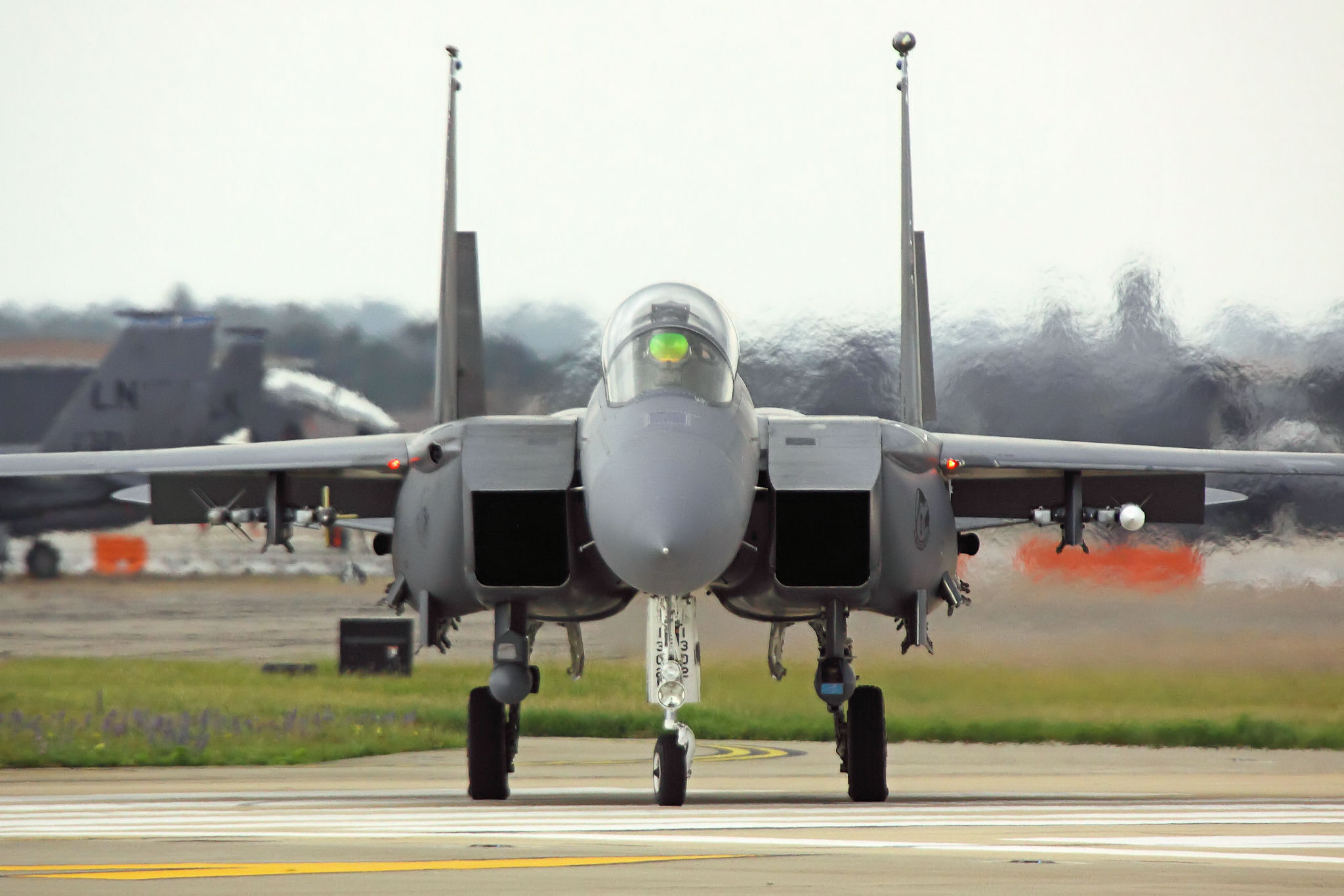
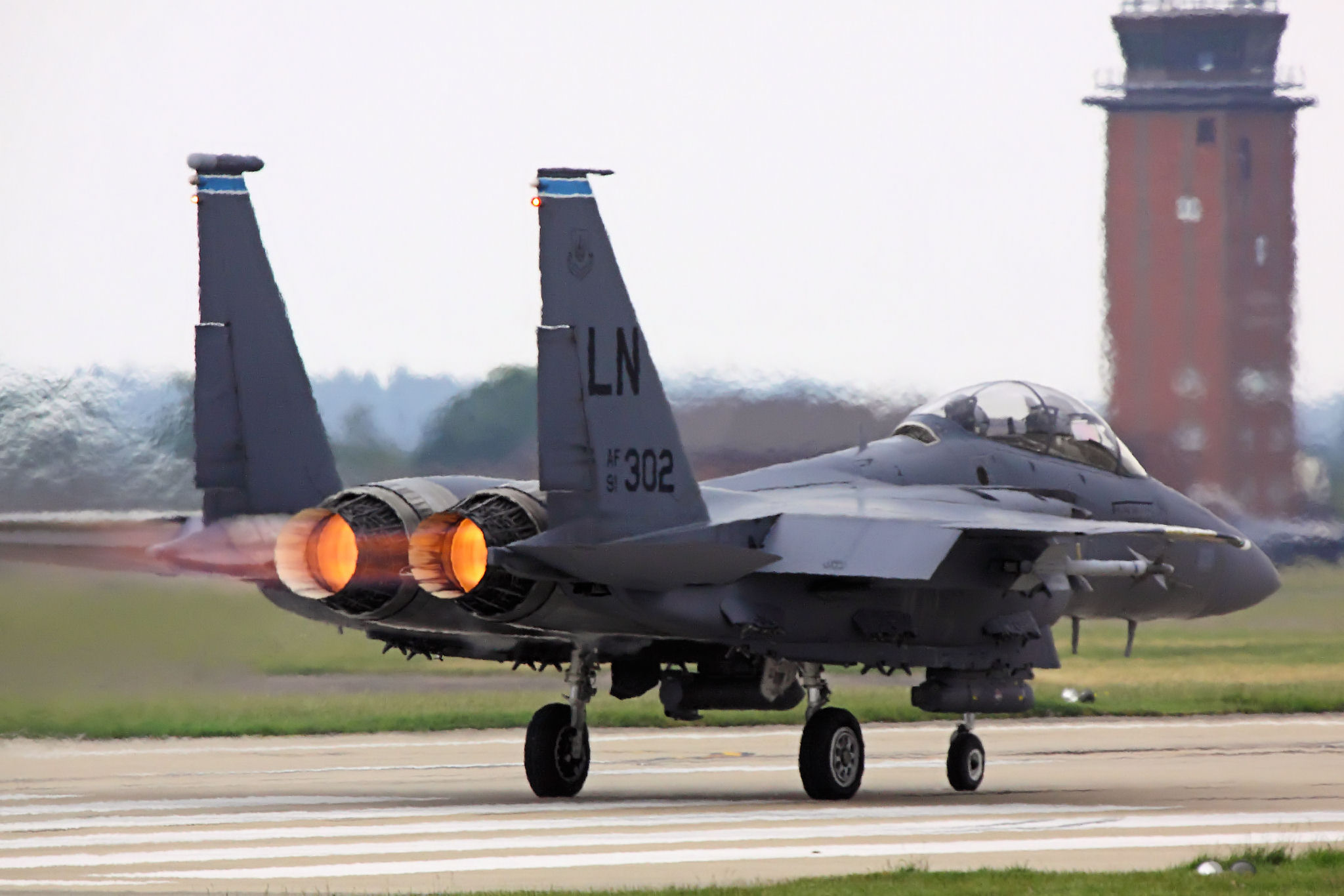
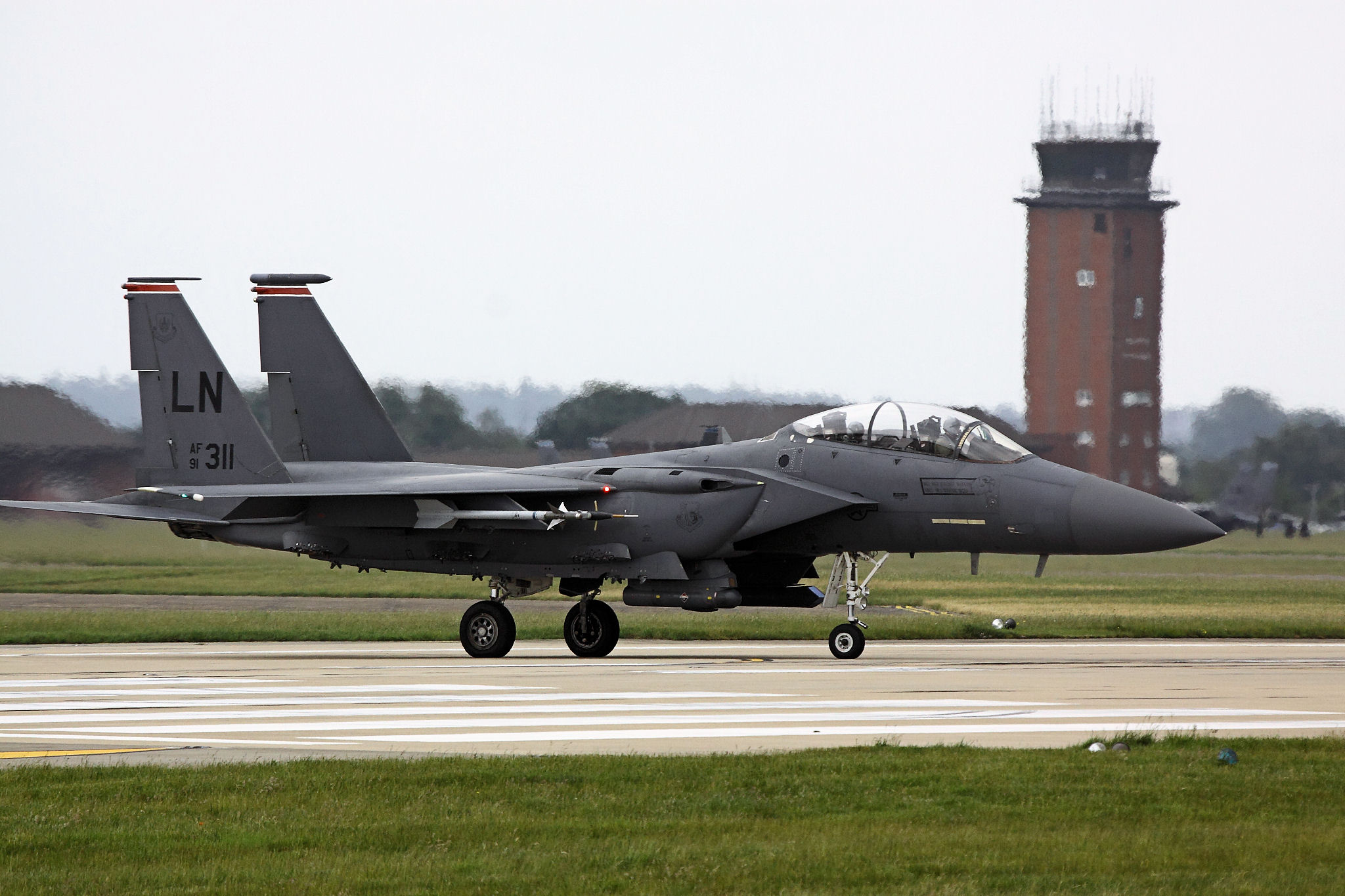
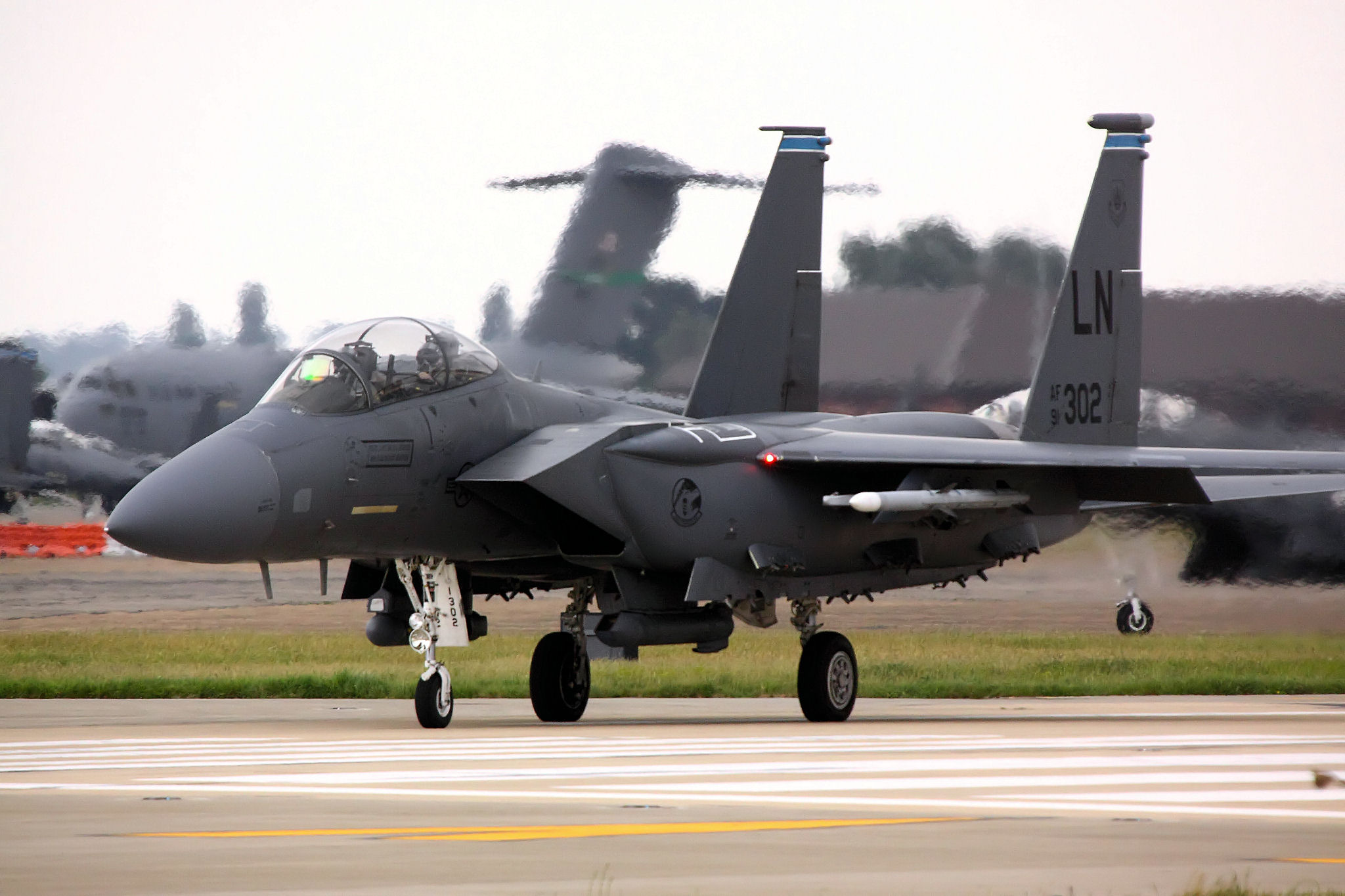
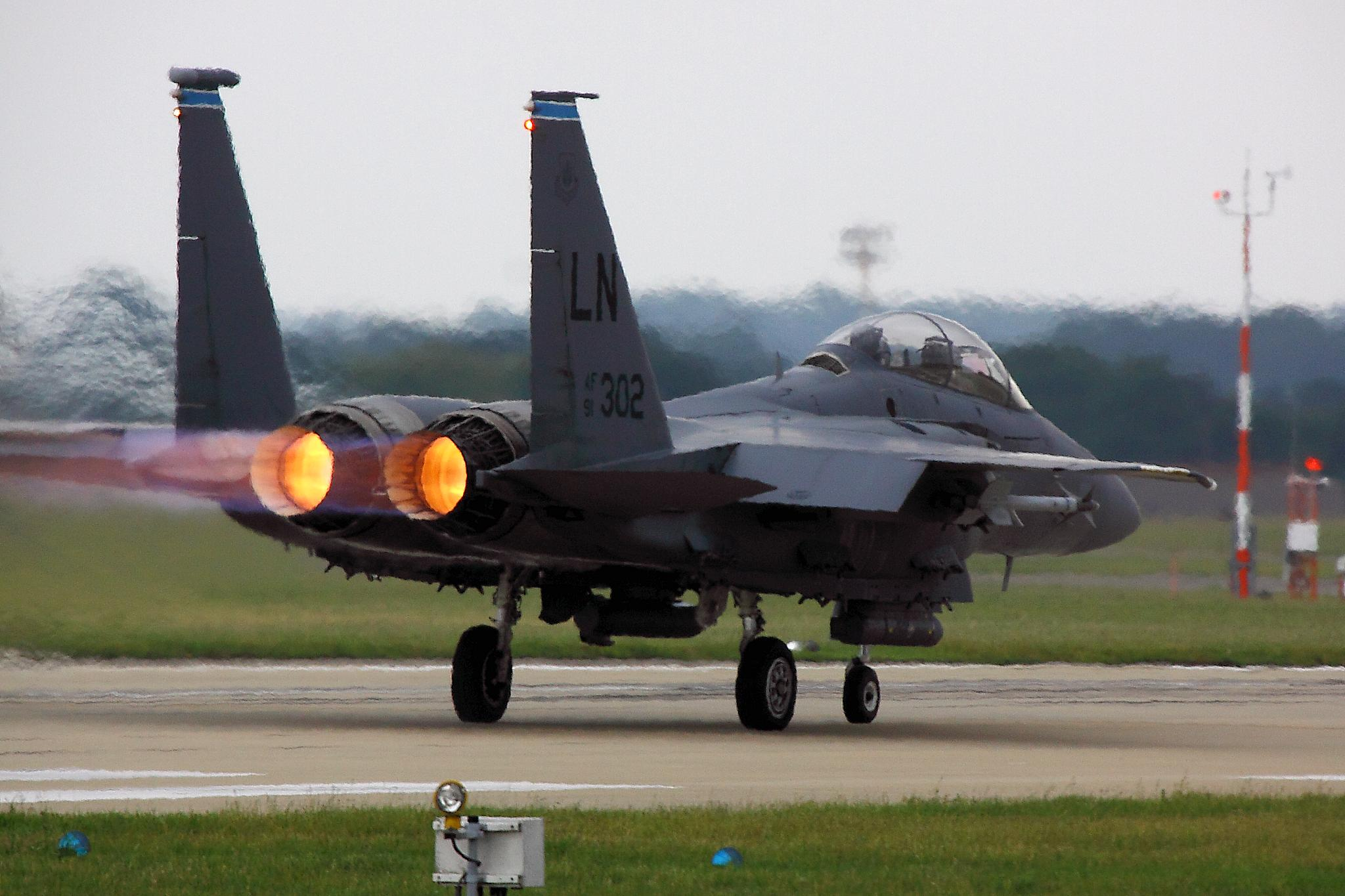
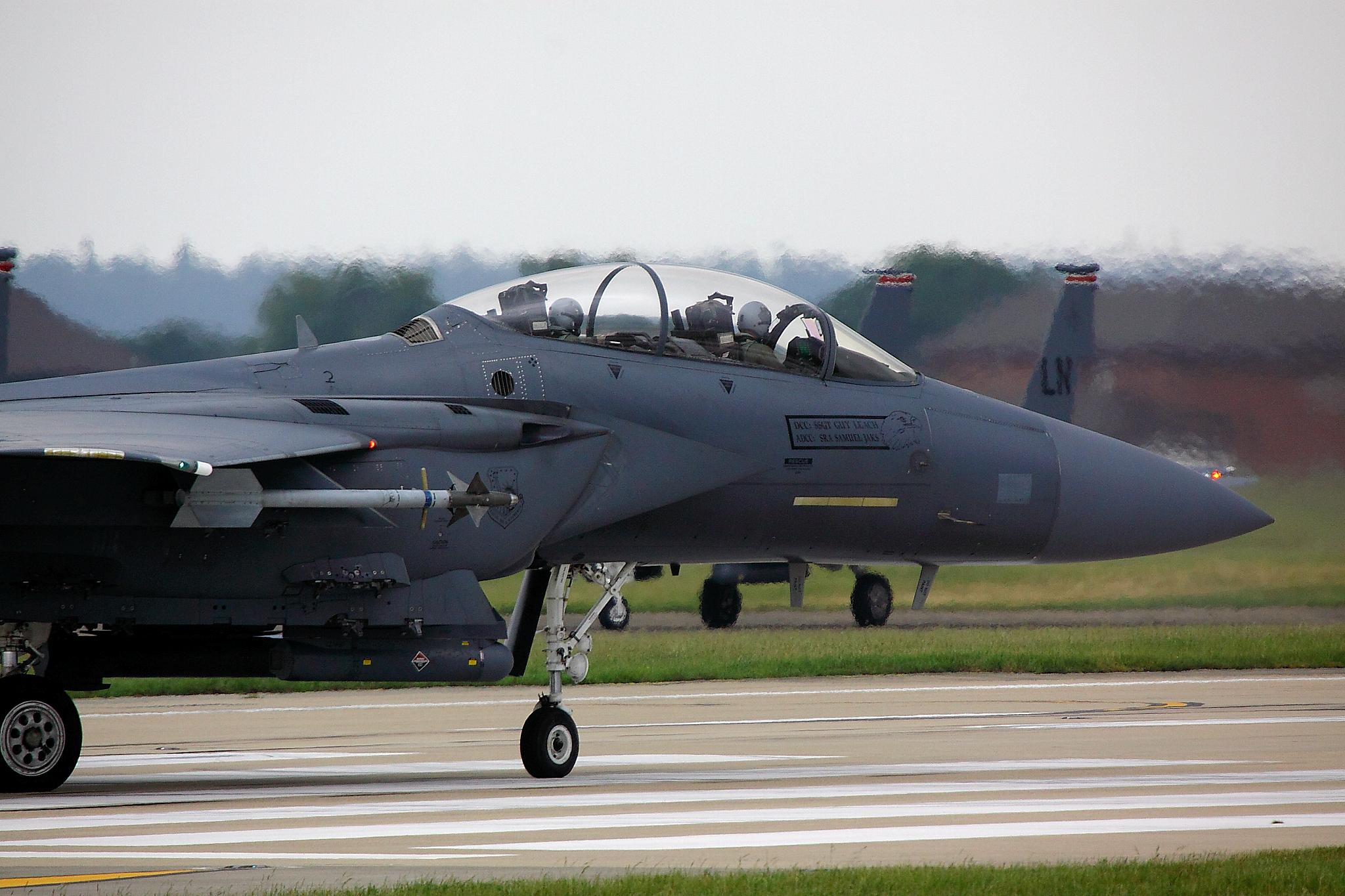
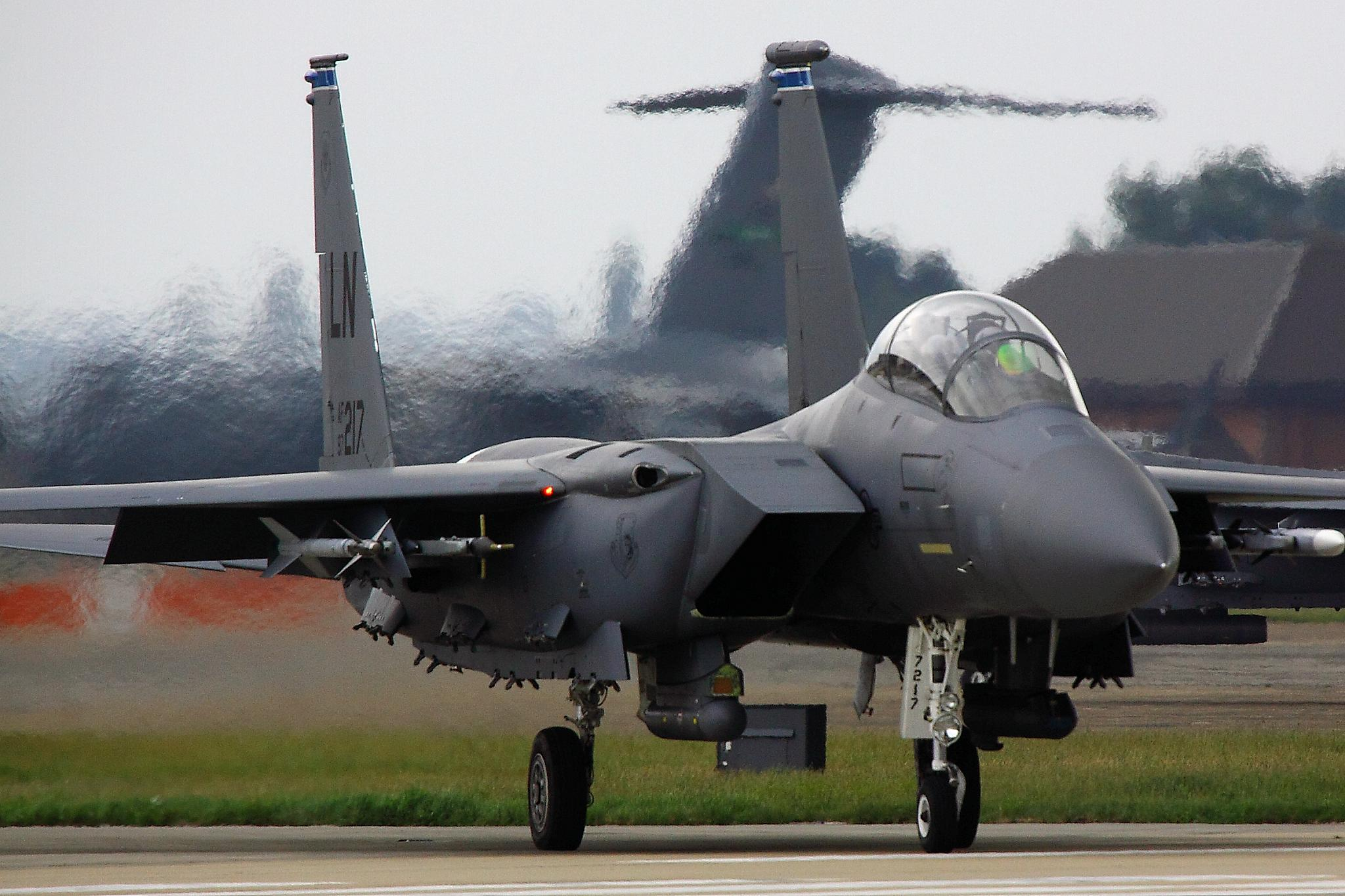
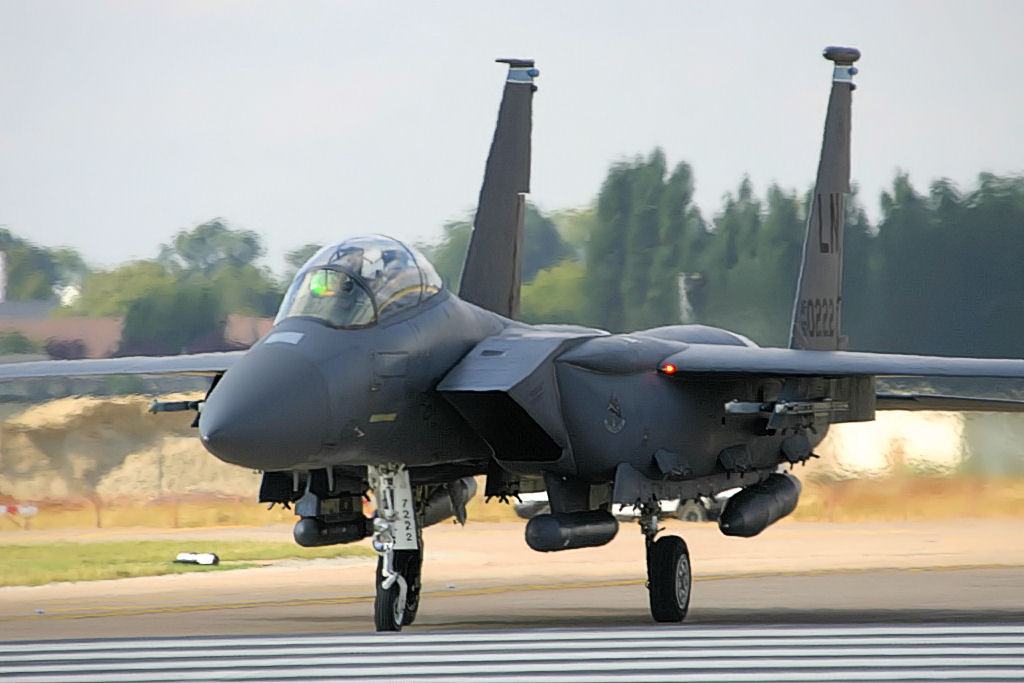

## На вооружении

### Текущие операторы

#### Израиль
- ВКС Израиля — 25 F-15I по состоянию на 2024 год[7][8].
  - 69-я эскадрилья (Авиабаза Хацерим, Беэр-Шева)

#### Катар
- ВВС Катара — 33 F-15QA на вооружении из 36 заказанных F-15QA по состоянию на 2024 год[7].
  - 5-е крыло (Авиабаза Аль-Удейд, Доха)
    - 51-я эскадрилья

#### Республика Корея
- ВВС Республики Корея — 59 F-15K по состоянию на 2024 год[7].
  - 11-е истребительное крыло (Аэропорт Тэгу, Тэгу)
    - 102-я истребительная эскадрилья
    - 110-я истребительная эскадрилья
    - 122-я истребительная эскадрилья

#### Саудовская Аравия
- КВВС Саудовской Аравии — до 66 F-15S (в процессе модернизации до уровня F-15SA) и 83 F-15SA по состоянию на 2024 год[7][9].
  - 3-е крыло (Авиабаза короля Абдул-Азиза, Дахран)
    - 92-я эскадрилья (F-15S/SA)

  - 5-е крыло (Авиабаза короля Халида, Хамис-Мушайт)
    - 6-я эскадрилья (F-15S/SA)
    - 55-я эскадрилья (F-15SA)

#### Сингапур
- ВВС Сингапура — 40 F-15SG по состоянию на 2024 год[7].
  - Авиабаза Пая-лебар (Восточный регион Сингапура)
    - 142-я эскадрилья
    - 149-я эскадрилья

#### США
- ВВС США — 218 F-15E, 2 F-15EX на вооружении, 102 F-15EX заказано по состоянию на 2024 год[7][10].
  - 4-е истребительное крыло (Авиабаза Сеймур Джонсон, Северная Каролина)
    - 333-я истребительная эскадрилья
    - 334-я истребительная эскадрилья
    - 335-я истребительная эскадрилья
    - 336-я истребительная эскадрилья

  - 48-е истребительное крыло (Авиабаза Лейкенхит, Англия)
    - 492-я истребительная эскадрилья
    - 494-я истребительная эскадрилья

  - 366-е истребительное крыло (Авиабаза Маунтин-Хоум, Айдахо)
    - 389-я истребительная эскадрилья
    - 391-я истребительная эскадрилья

  - 944-е истребительное крыло
    - 414-я истребительная группа (Авиабаза Сеймур Джонсон, Северная Каролина)
      - 307-я истребительная эскадрилья

### Будущие операторы
Индонезия
- ВВС Индонезии — заказано 24 F-15IDN по состоянию на 2024 год[7].

## Боевое применение
Истребители-бомбардировщики F-15E «Страйк Игл» во время войн и конфликтов зарекомендовали себя как хорошиe ударныe самолёты. Использовались они в нескольких конфликтах, и не только американскими, но и саудовскими ВВС.

### Война в Персидском заливе
F-15E был самым современным самолётом Многонациональной коалиции. Главным образом выполнял бомбардировочную работу, нанося точечные удары по военным объектам Ирака. Практически не отмечено ни одного воздушного боя с его участием. Всю работу в воздухе выполнял базовый F-15. Известен один случай, когда американский F-15E Strike Eagle был перехвачен иракскими МиГ-29. В ходе этого перехвата один из МиГ-29 случайно сбил своего товарища (по разным источникам, жертвой стал МиГ-23 или другой МиГ-29). В операции против Ирака «Страйк Иглы» применялись и ВВС КСА.

### Война в Югославии
Применялся НАТО в ходе воздушных налетов по территории Югославии.

### Война в Ливии
В этой войне F-15E приняли участие как главные ударные самолёты. Совершили большое количество вылетов. Во время операции «Odyssey Dawn» (2011) был потерян лишь один самолёт, упавший около Бенгази (причина падения самолёта точно неизвестна).

### Война в Сирии
Наносили удары по силам российской частной военной компании «Вагнер» в бою при Хашаме.

### Потери в ходе военных действий
Операция Буря в пустыне:
- 17 января 1991 — F-15E «Страйк Игл» (4 TFW). Сбит юго-западнее Басры на малой высоте; оба члена экипажа погибли.[13][14]
- 19 января 1991 — F-15E «Страйк Игл» (4 TFW). Сбит ЗРК С-75 над западной частью Ирака во время ночного вылета на поиск комплексов оперативно-тактических ракет «Скад». Оба члена экипажа попали в плен[13][14].

Иракская война:
- 7 апреля 2003 — F-15E «Страйк Игл». Сбит с земли в районе Тикрита. Оба члена экипажа погибли[15].

Война в Афганистане:
- 18 июля 2009 — F-15E «Страйк Игл» (сер. номер 90-0231, 336-й истребительной эскадрильи, 4-й оперативной группы, 4-го истребительного авиакрыла, 11-й воздушной армии ВВС США). Разбился на востоке страны по небоевой причине. Оба члена экипажа погибли[16].
- 28 марта 2012 — F-15E «Страйк Игл» (391-й истребительной эскадрильи, 366-й оперативной группы, 366-го истребительного авиакрыла, 12-й воздушной армии ВВС США). Взлетел с авиабазы Баграм и разбился на юго-востоке страны по неизвестной причине. Один член экипажа погиб, второй получил ранения[17].

Операция «Рассвет одиссеи» (Ливия):
- 22 марта 2011 — F-15E «Страйк Игл» (сер. номер 91-0304, 492-й истребительной эскадрильи, 48-го истребительного авиакрыла, 3-й воздушной армии ВВС США) разбился по небоевой причине в 40 км от города Бенгази. Экипаж спасён[18].

## Тактико-технические характеристики

### Технические характеристики
- Экипаж: 2 человека
- Длина: 19,4 м
- Размах крыла: 13,05 м
- Высота: 5,63 м
- Площадь крыла: 56,5 м²
- Профиль крыла: NACA 64A006.6 корень крыла, NACA 64A203 законцовка крыла
- Масса пустого: 14 400 кг
- Масса снаряженного: 28 440 кг
- Масса максимальная взлётная: 36 700 кг
- Масса топлива: 5952 кг (во внутренних баках)
- Двигатели: 2 × ТРДДФ Pratt & Whitney Pratt & Whitney F100-PW-229
  - максимальная тяга: 2 × 79,18 кН
  - тяга на форсаже: 2 × 129 кН

### Лётные характеристики
- Максимальная скорость: ок. 2655 км/ч (M=2,5)
- Крейсерская скорость: 917 км/ч
- Дальность полёта: 1950 км
- Перегоночная дальность: 3900 км (с конформным топливным баком и тремя внешними топливными баками)
- Боевой радиус:
  - при полёте по смешанному профилю с ПТБ: 1270 км
  - на малой высоте: 600 км
  - на малой высоте с ПТБ: 800 км
- Практический потолок: 18 300 м
- Скороподъёмность: 250 м/с (15 000 м/мин)
- Тяговооружённость:
  - при нормальной взлётной массе: 0,91
  - при максимальной взлётной массе: 0,71
- Максимальная эксплуатационная перегрузка: +9

### Вооружение
- Пушка: 1×20 мм (M61); боезапас — 510 снарядов
- Точек подвески: 9 (без использования конформных топливных баков[англ.])
- Боевая нагрузка: до 11 000 кг
- Ракеты воздух-воздух: 8 x AIM-120/AIM-9

### Авионика
- РЛС: AN/APG-70 или AN/APG-82

## Галерея

F-15E Strike Eagle на МАКС-2011
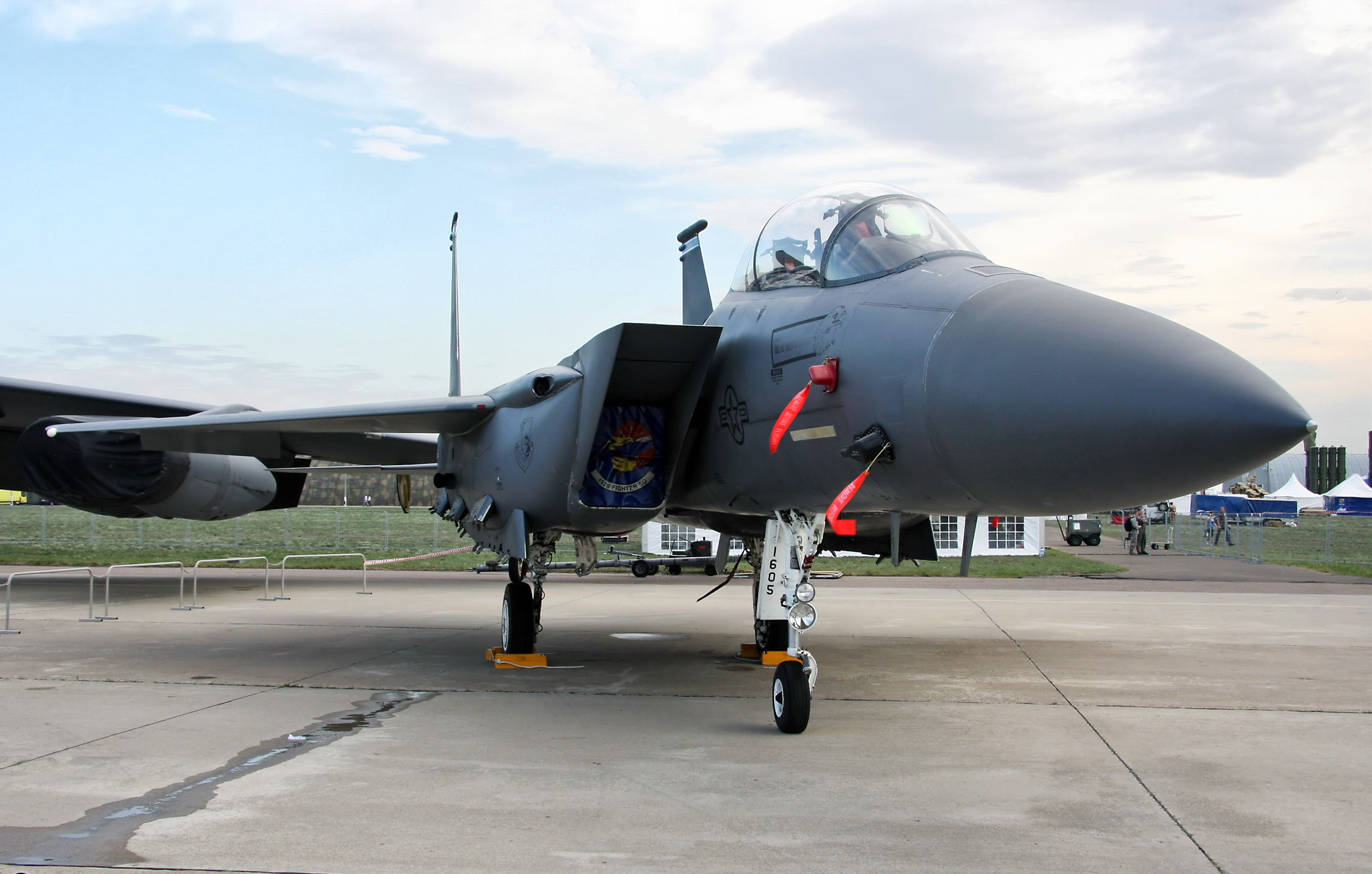
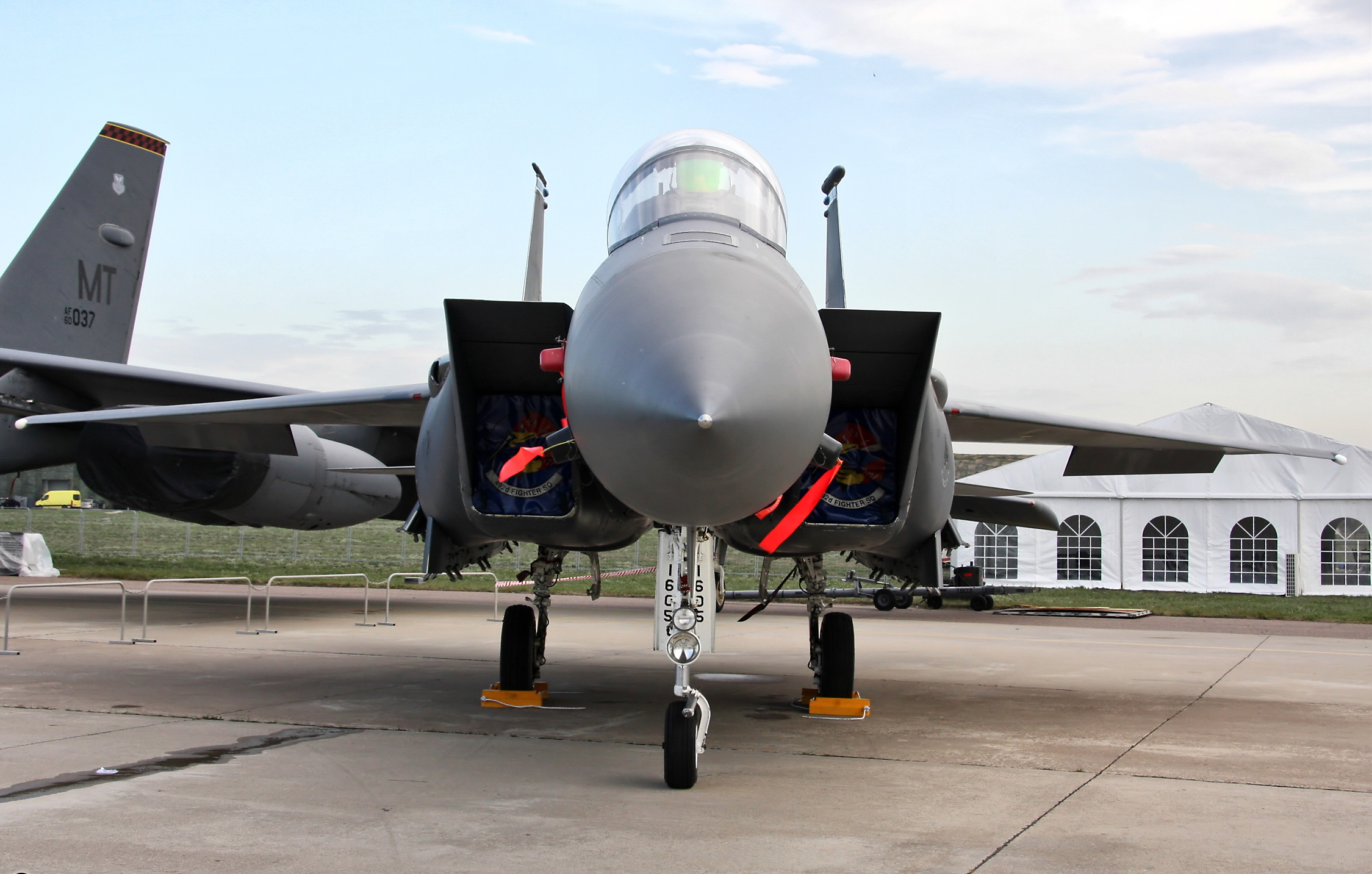
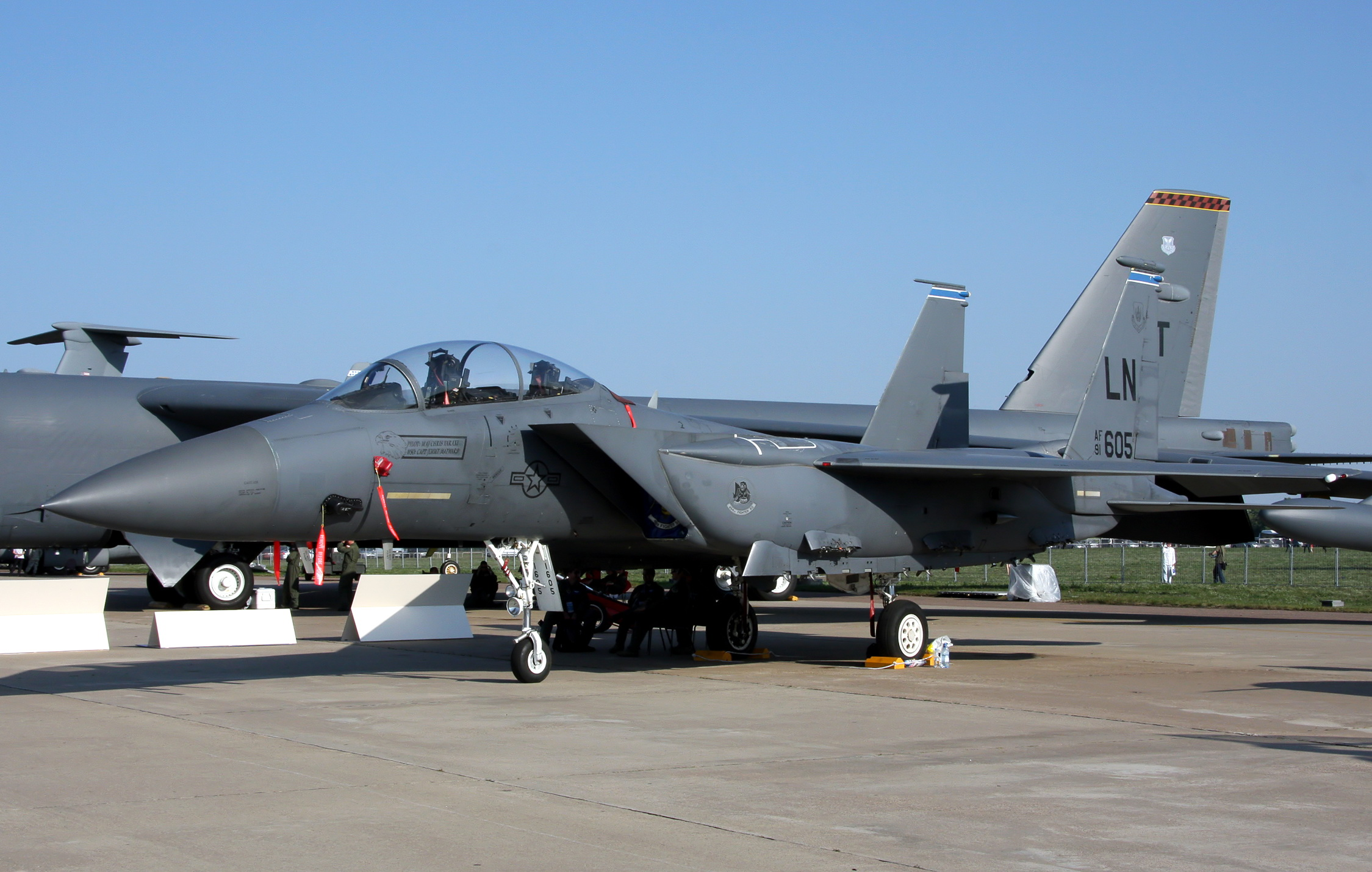
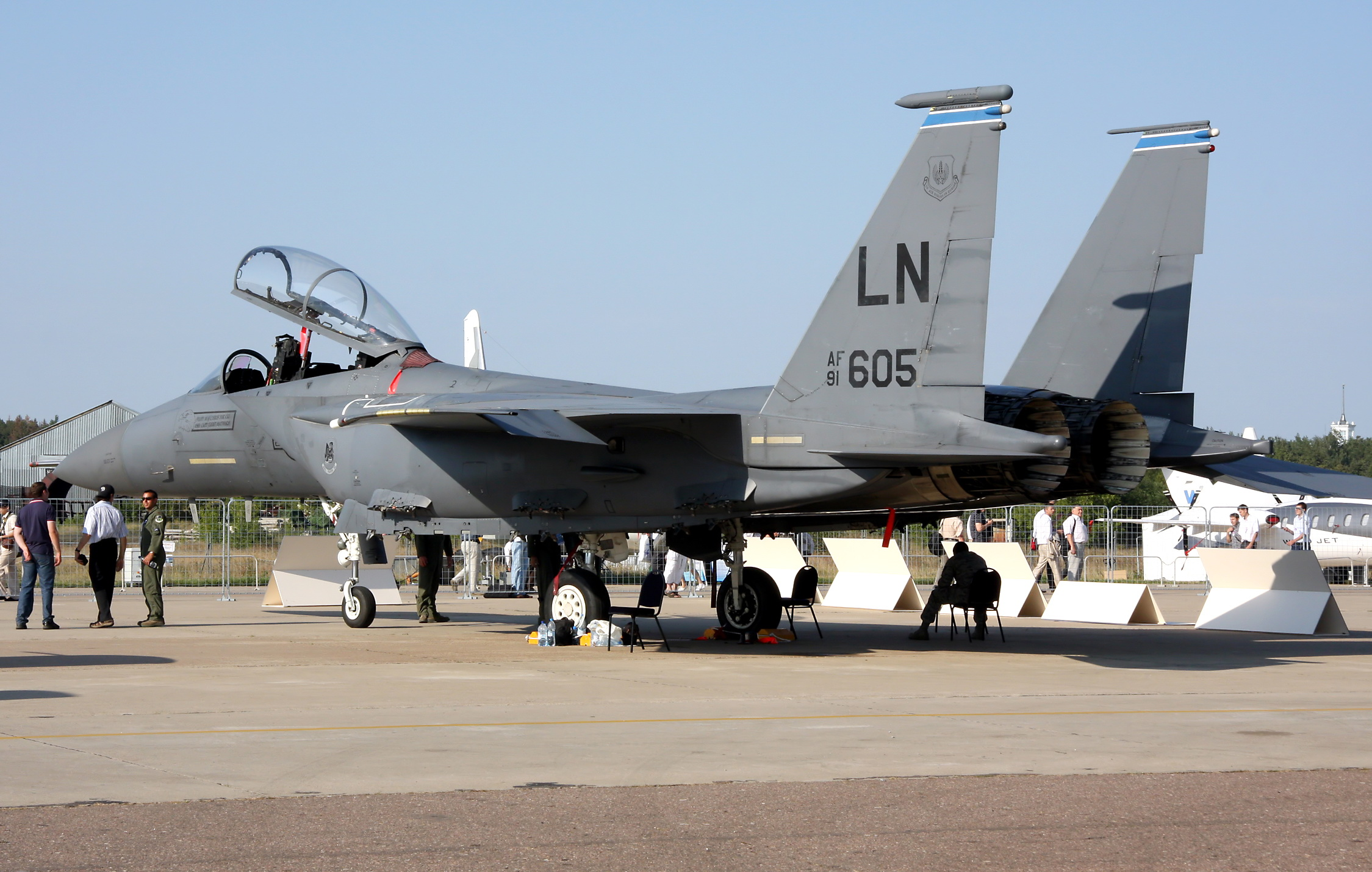
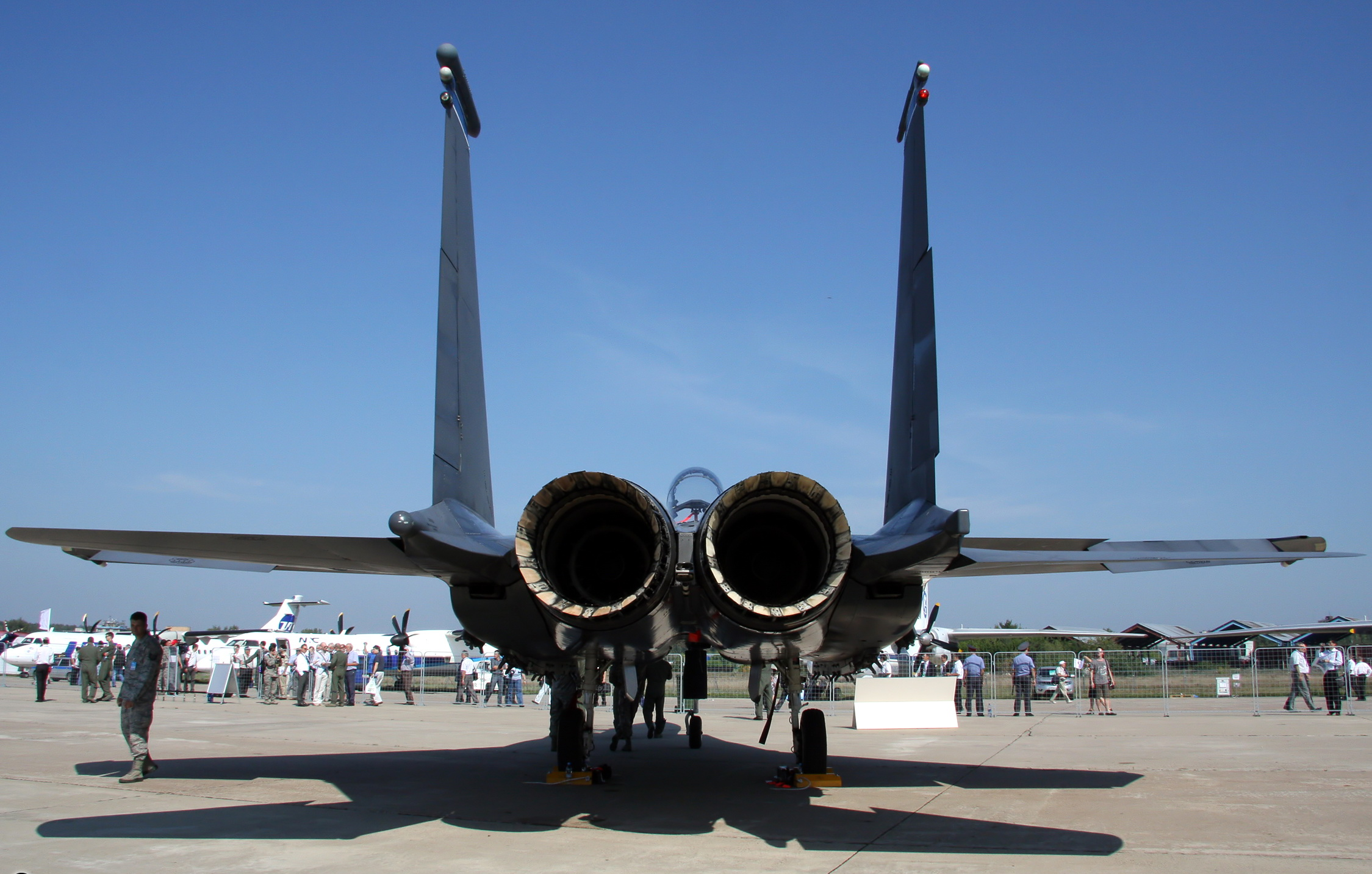
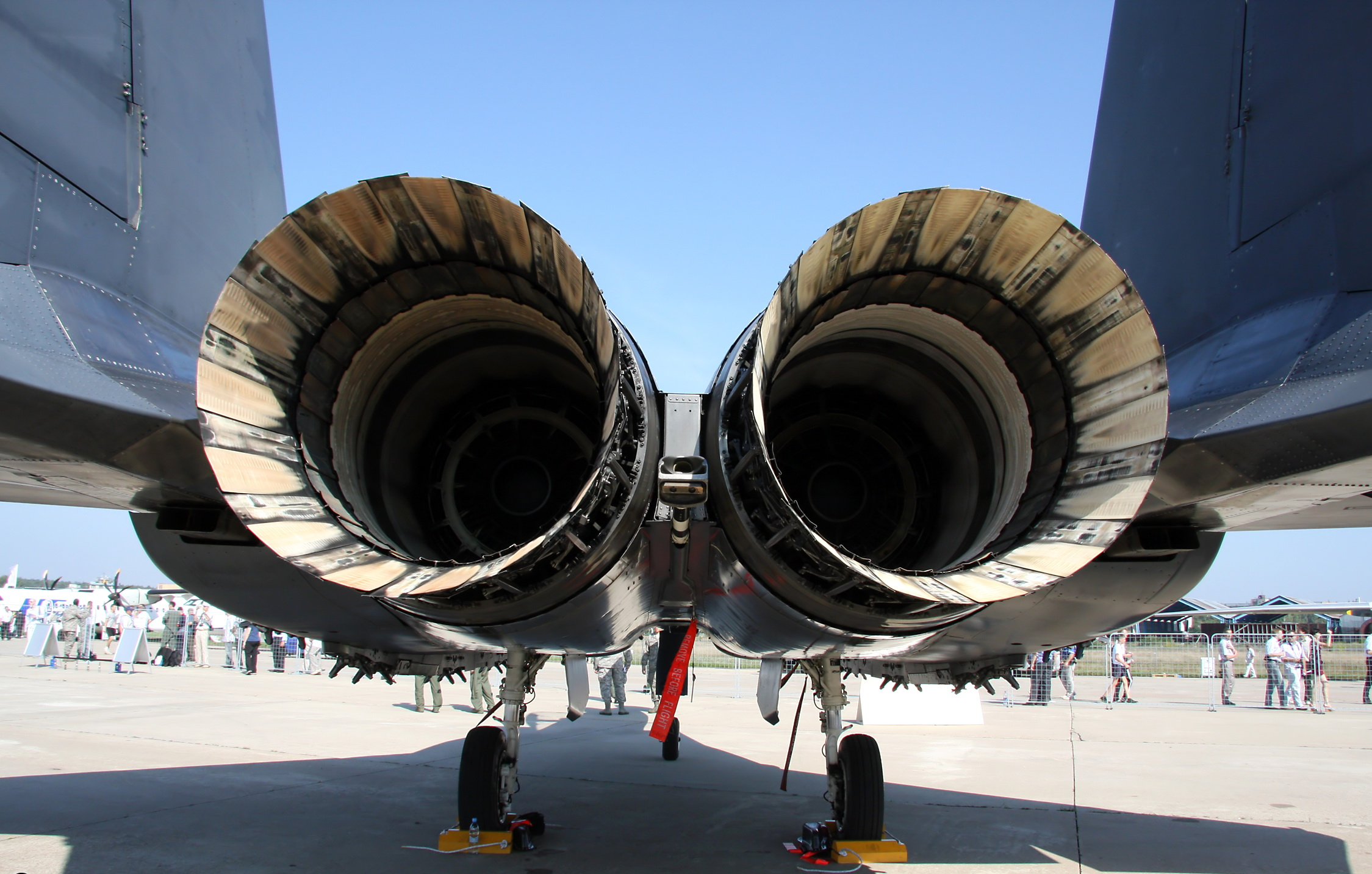
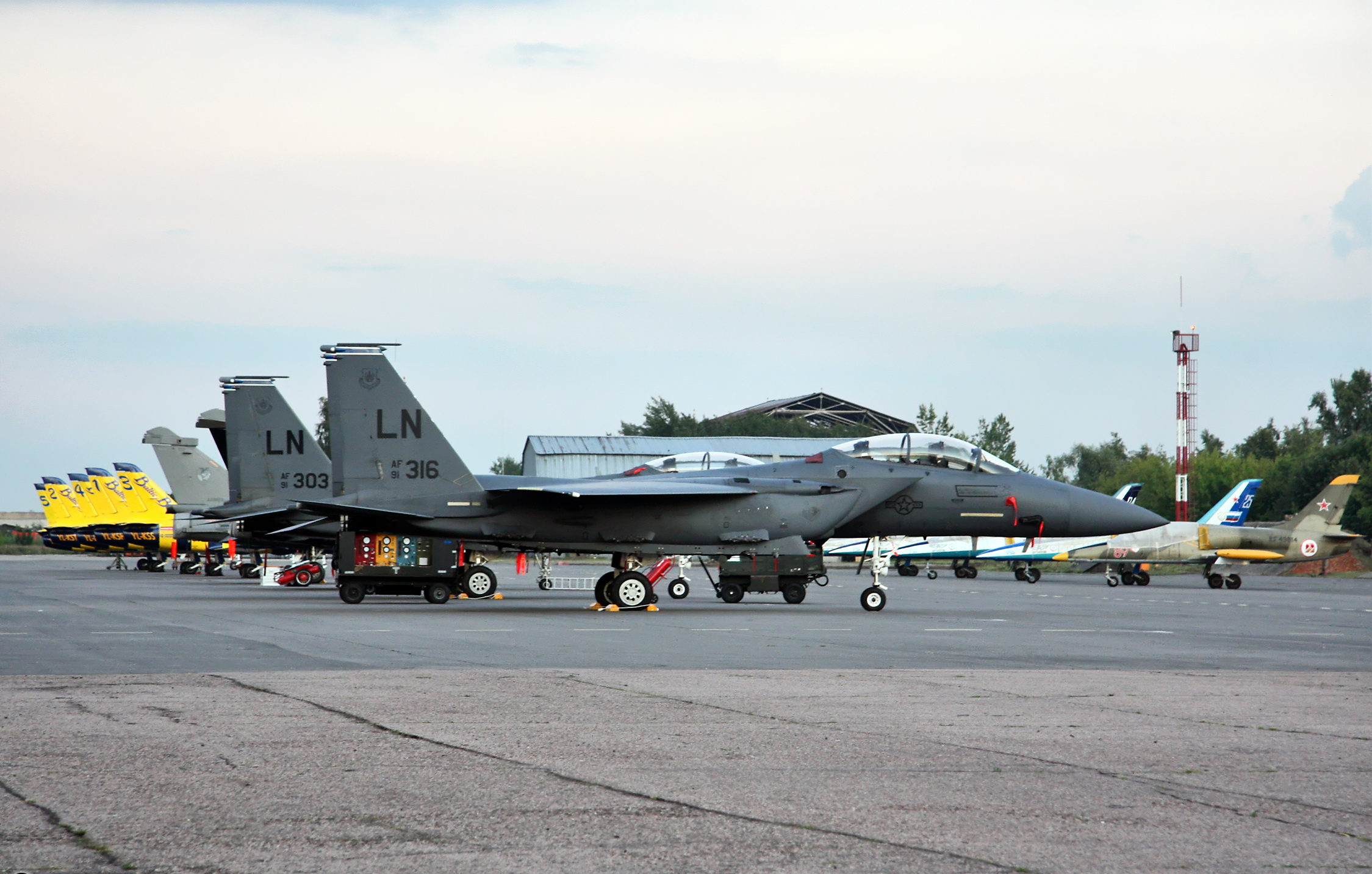
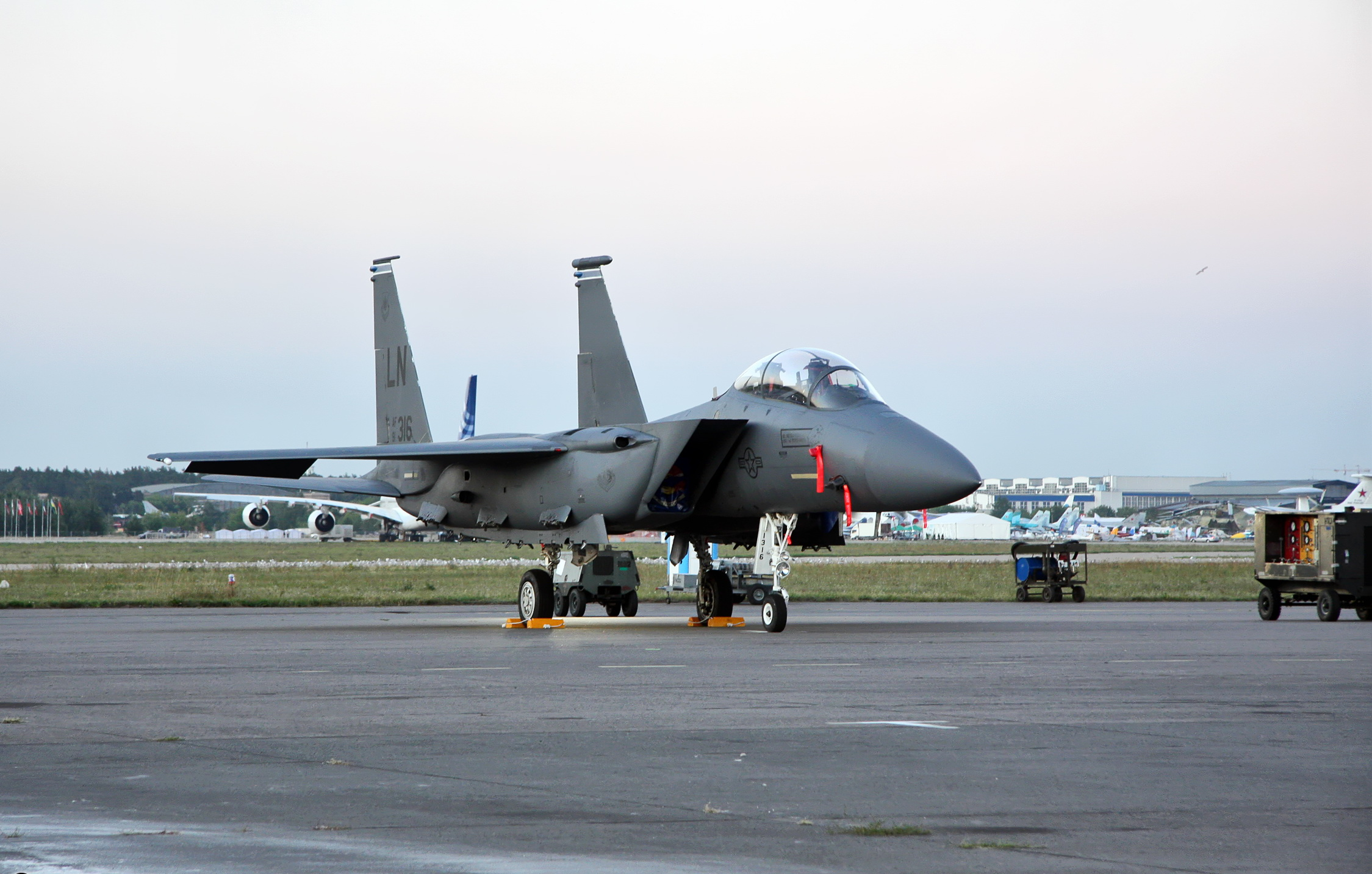